# دهیپاگودا
دهیپاگودا (به لاتین: Dehipagoda) یک منطقهٔ مسکونی در سری‌لانکا است که در استان مرکزی (سری‌لانکا) واقع شده‌است.